# Liste de statues équestres de Suède
Cet article recense les statues équestres en Suède.

## Liste
| Œuvre                                          | Auteur                                         | Commune     | Localisation                             | Notes                                                                      | Installation | Coordonnées                       | Illustration                                              |
| ---------------------------------------------- | ---------------------------------------------- | ----------- | ---------------------------------------- | -------------------------------------------------------------------------- | ------------ | --------------------------------- | --------------------------------------------------------- |
| Cavalier de Småland                            | Alfred Ohlson (sv)                             | Eksjö       |                                          |                                                                            | 1929         | 57° 40′ 01″ nord, 14° 58′ 14″ est | Cavalier de Småland, Eksjö                                |
| Statue équestre de Charles IX (sv)             | John Börjeson                                  | Göteborg    | Kungsportsplatsen                        | Charles IX                                                                 | 1904         | 57° 42′ 16″ nord, 11° 58′ 11″ est | Statue équestre de Charles IX, Göteborg                   |
| Kun ystävyyssuhteet solmitaan (en)             | Wäinö Aaltonen                                 | Göteborg    | Näckrosdammen (sv)                       |                                                                            | 1955         | 57° 41′ 44″ nord, 11° 58′ 59″ est | Kun ystävyyssuhteet solmitaan, Göteborg                   |
| Statue équestre de Magnus Stenbock             | John Börjeson                                  | Helsingborg | Stortorget (sv)                          | Magnus Stenbock                                                            | 1901         | 56° 02′ 47″ nord, 12° 41′ 36″ est | Statue équestre de Magnus Stenbock, Helsingborg           |
| Folkungabrunnen (sv)                           | Carl Milles                                    | Linköping   | Stora torget (sv)                        | Folke Filbyter (en)                                                        | 1927         | 58° 24′ 39″ nord, 15° 37′ 18″ est | Folkungabrunnen, Linköping                                |
| Statue équestre de Charles X Gustave           |                                                | Malmö       | Stortorget                               | Charles X Gustave                                                          | 1896         | 55° 36′ 22″ nord, 13° 00′ 01″ est | Statue équestre de Charles X Gustave, Malmö               |
| Statue équestre de Charles X Gustave (sv)      | Gustaf Malmquist (sv)                          | Stockholm   | Devant le musée nordique                 | Charles X Gustave                                                          | 1917         | 59° 19′ 46″ nord, 18° 05′ 40″ est | Statue équestre de Charles X Gustave, Stockholm           |
| Statue équestre de Charles XIV Jean (sv)       | Bengt Erland Fogelberg                         | Stockholm   | Slussplan (en)                           | Charles XIV Jean                                                           | 1854         | 59° 19′ 18″ nord, 18° 04′ 23″ est | Statue équestre de Charles XIV Jean, Stockholm            |
| Statue équestre de Charles XV (sv)             | Charles Friberg (sv)                           | Stockholm   | Devant le musée de biologie de Stockholm | Charles XV                                                                 | 1907         | 59° 19′ 40″ nord, 18° 05′ 50″ est | Statue équestre de Charles XV, Stockholm                  |
| Floire et Blancheflor                          | Stig Blomberg                                  | Stockholm   |                                          | Floire et Blancheflor                                                      |              | 59° 18′ 27″ nord, 18° 03′ 46″ est | Floire et Blancheflor, Stockholm                          |
| Saint Georges et le Dragon                     | Bernt Notke                                    | Stockholm   | Storkyrkan                               | Georges de Lydda                                                           | 1489         | 59° 19′ 24″ nord, 18° 04′ 14″ est | Saint Georges terrassant le Dragon, Stockholm             |
| Saint Georges et le Dragon                     | D'après Bernt Notke                            | Stockholm   | Gamla stan                               | Georges de Lydda. Réplique en bronze de la statue en bois de la Storkyrkan |              | 59° 19′ 30″ nord, 18° 04′ 26″ est | Saint Georges terrassant le Dragon, Stockholm             |
| Statue équestre de Gustave II Adolphe (sv)     | Johan Tobias Sergel, Pierre Hubert Larchevêque | Stockholm   | Gustav Adolfs torg                       | Gustave II Adolphe                                                         | 1796         | 59° 19′ 46″ nord, 18° 04′ 08″ est | Statue équestre de Gustave II Adolphe, Stockholm          |
| Jeune Homme à cheval                           | Ivar Johnsson (sv)                             | Stockholm   | Tyska stallplan                          |                                                                            | 1956         | 59° 19′ 24″ nord, 18° 04′ 21″ est | Jeune Homme à cheval, Stockholm                           |
| Monument à Charles X Gustave et Erik Dahlbergh | Theodor Lundberg (sv)                          | Uddevalla   | Kungstorget                              | Charles X Gustave                                                          | 1915         | 58° 20′ 56″ nord, 11° 56′ 19″ est | Monument à Charles X Gustave et Erik Dahlbergh, Uddevalla |
| Statue équestre de saint Olaf                  | Allan Ebeling (sv)                             | Uppsala     | Södermanlands-Nerikes nation (en)        | Olaf II de Norvège                                                         |              | à géolocaliser                    | Statue équestre de saint Olaf, Uppsala                    |
| Monument à Sten Sture (sv)                     | Carl Milles                                    | Uppsala     |                                          | Sten Sture le Vieil                                                        | 1925         | 59° 50′ 45″ nord, 17° 38′ 42″ est | Monument à Sten Sture, Uppsala                            |
| Statue équestre de saint Martin                | Carl Milles                                    | Vänersborg  | Residensgatan                            | Martin de Tours                                                            | 1951         | 58° 22′ 53″ nord, 12° 19′ 17″ est | Statue équestre de saint Martin, Vänersborg               |
| Fermier à cheval                               | Nanna Ullman (sv)                              | Varberg     |                                          |                                                                            | 1956         | 57° 06′ 09″ nord, 12° 15′ 00″ est | Fermier à cheval, Varberg                                 |